# Beaucamps-le-Vieux
Beaucamps-le-Vieux és un municipi francès situat al departament del Somme i a la regió dels Alts de França. L'any 2007 tenia 1.444 habitants.

## Demografia

### Població

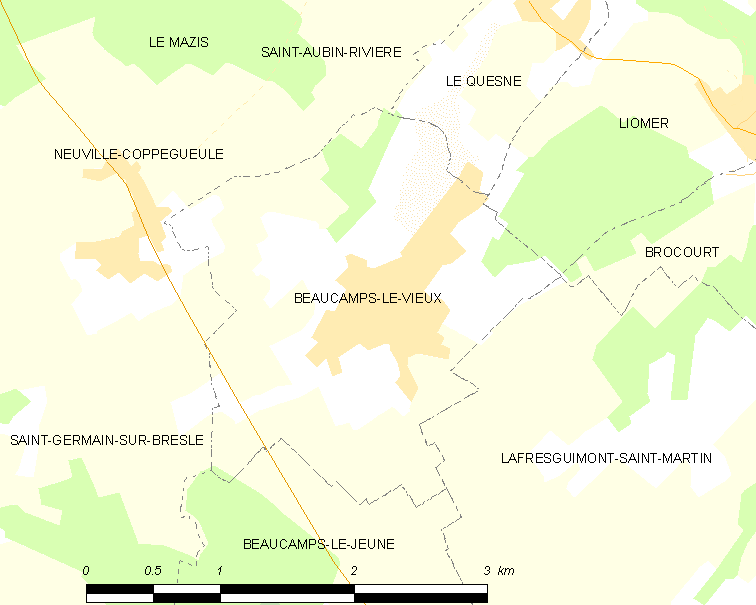
mapa del municipi

El 2007 la població de fet de Beaucamps-le-Vieux era de 1.444 persones. Hi havia 554 famílies de les quals 140 eren unipersonals (68 homes vivint sols i 72 dones vivint soles), 179 parelles sense fills, 175 parelles amb fills i 60 famílies monoparentals amb fills.
La població ha evolucionat segons el següent gràfic:
Habitants censats

### Habitatges
El 2007 hi havia 648 habitatges, 577 eren l'habitatge principal de la família, 28 eren segones residències i 43 estaven desocupats. 609 eren cases i 38 eren apartaments. Dels 577 habitatges principals, 426 estaven ocupats pels seus propietaris, 138 estaven llogats i ocupats pels llogaters i 13 estaven cedits a títol gratuït; 2 tenien una cambra, 27 en tenien dues, 100 en tenien tres, 151 en tenien quatre i 298 en tenien cinc o més. 463 habitatges disposaven pel capbaix d'una plaça de pàrquing. A 255 habitatges hi havia un automòbil i a 194 n'hi havia dos o més.

### Piràmide de població
La piràmide de població per edats i sexe el 2009 era:
| Homes | Edats   | Dones |
| ----- | ------- | ----- |
| 0     | 95 o +  | 0     |
| 0     | 90 a 94 | 0     |
| 12    | 85 a 89 | 24    |
| 8     | 80 a 84 | 12    |
| 28    | 75 a 79 | 52    |
| 44    | 70 a 74 | 28    |
| 48    | 65 a 69 | 32    |
| 24    | 60 a 64 | 28    |
| 32    | 55 a 59 | 32    |
| 28    | 50 a 54 | 40    |
| 72    | 45 a 49 | 28    |
| 40    | 40 a 44 | 68    |
| 72    | 35 a 39 | 40    |
| 40    | 30 a 34 | 32    |
| 28    | 25 a 29 | 40    |
| 64    | 20 a 24 | 40    |
| 44    | 15 a 19 | 64    |
| 60    | 10 a 14 | 72    |
| 36    | 5 a 9   | 48    |
| 24    | 0 a 4   | 32    |

## Economia
El 2007 la població en edat de treballar era de 871 persones, 589 eren actives i 282 eren inactives. De les 589 persones actives 509 estaven ocupades (288 homes i 221 dones) i 81 estaven aturades (35 homes i 46 dones). De les 282 persones inactives 98 estaven jubilades, 68 estaven estudiant i 116 estaven classificades com a «altres inactius».

### Ingressos
El 2009 a Beaucamps-le-Vieux hi havia 563 unitats fiscals que integraven 1.408,5 persones, la mediana anual d'ingressos fiscals per persona era de 14.198 €.

### Activitats econòmiques
Dels 54 establiments que hi havia el 2007, 1 era d'una empresa extractiva, 2 d'empreses alimentàries, 1 d'una empresa de fabricació de material elèctric, 11 d'empreses de fabricació d'altres productes industrials, 7 d'empreses de construcció, 11 d'empreses de comerç i reparació d'automòbils, 3 d'empreses de transport, 3 d'empreses d'hostatgeria i restauració, 2 d'empreses d'informació i comunicació, 2 d'empreses financeres, 1 d'una empresa immobiliària, 3 d'empreses de serveis, 4 d'entitats de l'administració pública i 3 d'empreses classificades com a «altres activitats de serveis».
Dels 15 establiments de servei als particulars que hi havia el 2009, 1 era una oficina d'administració d'Hisenda pública, 1 oficina de correu, 2 oficines bancàries, 3 tallers de reparació d'automòbils i de material agrícola, 3 paletes, 1 fusteria, 1 electricista i 3 perruqueries.
Dels 5 establiments comercials que hi havia el 2009, 1 era una gran superfície de material de bricolatge, 2 fleques, 1 una sabateria i 1 una joieria.
L'any 2000 a Beaucamps-le-Vieux hi havia 11 explotacions agrícoles que ocupaven un total de 600 hectàrees.

## Equipaments sanitaris i escolars
El 2009 hi havia 1 farmàcia i 1 ambulància.
El 2009 hi havia una escola elemental. Beaucamps-le-Vieux disposava d'un col·legi d'educació secundària amb 277 alumnes.

## Poblacions més properes
El següent diagrama mostra les poblacions més properes.